# أنس دبور
أنس دبور (مواليد 29 أبريل 1991) لاعب كرة قدم عربي إسرائيلي يجيد اللعب في مركز الوسط مع نادي مكابي أخاء الناصرة. وأخيه هو مؤنس لاعب غراسهوبر السويسري.

## وصلات خارجية
- أنس دبور على موقع قاعدة بيانات كرة القدم.إي يو (الإنجليزية)
- أنس دبور على موقع Soccerway.com (الإنجليزية)